# ادبیات اندونزیایی
ادبیات اندونزیایی اصطلاحی است که نظم و نثر نوشته‌شده به زبان‌هایی همچون جاوه‌ای، سوندایی و مالایی و دیگر زبان‌های مردمان اندونزیایی را در بر میگیرد. تحت تأثیر ادبیات غربی در اوایل قرن بیستم میلادی، ادبیات مدرن اندونزیایی شروع به ظهور کرد. نثرهای اندونزیایی که به شکل شفاهی منتقل می‌شوند، بسیار متنوع می‌باشند و شامل اساطیر، داستان‌های مربوط به حیوانات، قصه‌های پریان، معماها و داستان‌های ماجراجویانه می‌شوند. قهرمانان الهی و حیوانات حماسی این داستان‌ها تأثیر ادبیات هندی و دیگر ادبیات‌های کتبی فرهنگ‌های همسایه را نشان می‌دهند.